# Richard Gozney
Richard Hugh Turton Gozney (Oxford, Inglaterra, 21 de julio de 1951) es un político y diplomático británico. 

## Biografía
Comenzó su carrera diplomática en 1973 en Somalia y ha ocupado diversos puestos como Alto Comisionado. De 2000 a 2004 fue el embajador británico en Indonesia y antes de ocupar el puesto de Gobernador de Bermudas era Alto Comisionado en Nigeria.
Fue Gobernador y Comandante en Jefe de Bermudas desde el 12 de diciembre de 2007 hasta el 18 de mayo de 2012. Fue sustituido de forma interina por David Arkley hasta que George Fergusson tomó posesión el 23 de mayo.